# علی عبدالله جابر
علی عبدالله جابر السعیدی (زادهٔ ۲۷ اگوست ۱۹۵۳ در جده – درگذشتهٔ ۱۳ دسامبر ۲۰۰۵ در مکه) امام مسجدالحرام از سال ۱۴۰۱ ه‍.ق تا ۱۴۰۹ ه‍.ق و نیز مدرس فقه در گروه مطالعات اسلامی دانشگاه ملک عبدالعزیز در جده بود. در ۱۵ سالگی قرآن را حفظ کرد.وی رابطه نزدیکی با ملک خالد پادشاه عربستان سعودی داشت. قاریان مشهوری چون القطامی، العفاسی و باعثمان و عبدالله بصفر تحت تأثیر علی جابر هستند. علی جابر در ۵۲ سالگی و پس از عمل جراحی درگذشت و در مکه دفن شد. 

## نام و نسب
علی بن عبدالله بن صالح بن علی جابر السعیدی الیافعی القحطانی که نسب او به خاندان علی جابر می‌رسد.

## تحصیلات
علی جابر تحصیلات ابتدایی و راهنمایی را درمدرسهٔ دارالحدیث مدینه به اتمام رساند و سپس در دبیرستان تابع دانشگاه اسلامی مدینه به تحصیل مشغول شد. پس از آن به دانشکدهٔ شریعت دانشگاه اسلامی مدینه پیوست و مدرک فوق لیسانس خود را در سال ۱۳۹۷ه‍.ق در رشته قضاوت اخذ کرد. علی جابر در سال ۱۴۰۵ه‍.ق پس از ارائه پایان‌نامه موفق به اخذ مدرک دکترا شد.

## تدریس و امامت
پس از پایان تحصیلات در رشتهٔ قضاوت از سوی دادگستری عربستان به عنوان دادستان منطقه میسان در طائف منصوب شد که با مخالفت او همراه بود.
علی جابر در سال ۱۴۰۲ ه‍.ق در دانشکده تربیت دانشگاه ملک عبدالعزیز مشغول به تدریس شد؛ و در همان سال به امامت مسجدالحرام رسید. یک سال بعد، از امامت مسجدالحرام استعفا داد و از سوی دانشگاه به کانادا سفر کرد. هشت ماه بعد به عربستان بازگشت و تدریس در دانشگاه اسلامی مدینه را ادامه داد.
در سال ۱۴۰۶ ه‍.ق مجدداً مسئولیت امامت نماز تراویح به وی واگذار شد. در سال ۱۴۱۰ه‍.ق به‌طور کلی از امامت مسجدالحرام کناره‌گیری کرد.